# František Milde
František Milde (6. srpna 1852 Hetlín – 1924 Sofie) byl český sládek, pivovarník a podnikatel. Většinu svého života strávil v Bulharsku a je tam znám jako Франц Милде (Franc Milde).

## Životopis
Narodil se v Hetlíně. V roce 1881 odcestoval do Bulharska, kde přijal práci sládka v pivovaru Sveta Petka v Ruse. V roce 1882 se v Šumenu zúčastnil ustavující schůze Bulharské pivovarské společnosti, kterou založilo sedm společníků. Jejím cílem bylo vaření piva a jeho velkoobchodní i maloobchodní prodej. Milde se stal sládkem nově založeného pivovaru a podílel se na jeho výstavbě. O rok později se Milde stal členem společnosti. V roce 1883 byl pivovar dokončen a vystavena první várka piva. Byl iniciátorem akvizice rusenského pivovaru Habermann (1903). František Milde zemřel v roce 1924.